# Pimachrysa albicostales
Pimachrysa albicostales är en insektsart som beskrevs av Adams 1967. Pimachrysa albicostales ingår i släktet Pimachrysa och familjen guldögonsländor. Inga underarter finns listade i Catalogue of Life.